# Digos
Digos é um cidade de  segunda classe de renda da cidade (d) na província Dávao do Sul, nas Filipinas. De acordo com o censo de 1 de maio  de  2020 possui uma população de 188 376 pessoas e 47 948 domicílios.